# Ридле, Карл-Хайнц
Карл-Хайнц (Калле) Ри́дле (нем. Karl-Heinz "Kalle" Riedle; род. 16 сентября 1965, Вайлер-Зиммерберг, Бавария) — немецкий футболист, нападающий; тренер. Чемпион мира 1990 года.

## Карьера
Ридле начал профессиональную карьеру в 1983 году в клубе «Аугсбург». В 1986 году он переходит в «Блау-Вайсс 1890» из Берлина, которой только что вышел в Бундеслигу, однако клуб закончил сезон внизу турнирной таблицы и вылетел из высшего дивизиона чемпионата Германии. Но на Ридле в тот год обратил внимание бременский «Вердер», куда тот и перешёл. Он играл за команду, тренируемую Отто Рехаггелем с 1987 по 1990 год. В первый же сезон Ридле забил в 33 играх 18 голов и помог выиграть «Вердеру» чемпионат Германии. В тот же год он дебютировал в национальной команде в матче против Финляндии. В 1989 и 1990 Ридле вместе с «Вердером» доходил до финала Кубка Германии, но оба раза терпел поражения.
В 1990 году Ридле вместе со сборной Германии выиграл чемпионат мира. После турнира он перешёл в римский «Лацио» за 5,5 млн фунтов. В 1992 году он поехал вместе со сборной на чемпионат Европы, в полуфинале он забил два мяча в ворота сборной Швеции, выведя Германию в финал, но там немцы проиграли датчанам.
В 1993 году Ридле вернулся в Германию в «Боруссию» из Дортмунда. В 1995 и 1996 он помог команде выиграть Бундеслигу, а в 1997, забив два гола в финале Лиги чемпионов против «Ювентуса» (3:1), и главный европейский клубный трофей. По окончании сезона Ридле отправился в Англию играть за «Ливерпуль», но там уже чаще выступал в роли игрока замены. При нём в команде взошла звезда Майкла Оуэна. Затем Карл-Хайнц перешёл в «Фулхэм». В «Фулхэме» Ридле воссоединился с экс-наставником «Ливерпуля» Роем Эвансом. Ридле не только играл, но и даже временно руководил «Фулхэмом», исполняя обязанности главного тренера, после увольнения в марте 2000 Пола Брейсуэлла. В 2001 году Ридле ушёл из футбола, последний мяч он забил в матче с «Куинз Парк Рейнджерс» в первом дивизионе.
Сейчас Ридле — владелец своей спортивной школы, работает в спортивно-маркетинговом агентстве и владеет четырёхзвёздочным отелем.

## Достижения

### Командные
- Чемпион мира: 1990
- Победитель Лиги чемпионов: 1997
- Чемпион Германии: 1988, 1995, 1996
- Серебряный призёр чемпионата Европы: 1992
- Финалист Кубка Германии: 1989, 1990
- Бронзовый призёр Олимпийских игр: 1988

### Личные
- Лучший бомбардир Кубка УЕФА: 1989/90
- Лучший бомбардир чемпионата Европы: 1992